# Wowol
Wowol (ostali nazivi: Wah-wol, Woo-wells, Wo-wol), nekadašnje pleme Yokuts (Mariposan) Indijanaca koji su živjeli u blizini Tachija i Chunuta, sjeverno ili istočno (Hodge) od jezera Tulare u Kaliforniji. Zajedno s Chunutima po ugovoru od 3 lipnja 1851. prepuštaju SAD-u svoju zemlju, osim manjeg dijela između jezera Tulare i Buena Vista. Godine 1857. zajedno s Tachima popisano ih je 175.
Swanton Wowole klasificira skupini Southern Valley Yokutsa koji čine ogranak šire skupine Chauchila, a navodi svega jedno njihovo selo, Sukuwutnuili ili Dulau (na otoku kod istočne obale jezera Tulare).